# Parasenecio nikomontana
Parasenecio nikomontana là một loài thực vật có hoa trong họ Cúc. Loài này được (Matsum.) H.Koyama mô tả khoa học đầu tiên năm 1995.